# Barbaix

Familiewapen van Barbaix

Barbaix, ook Barbaix de Bonnines, is een Nederlands geslacht dat sinds 1839 tot de Nederlandse adel behoort en in 1929 uitstierf.

## Geschiedenis
De stamreeks begint met ene Barbaix die voor 2 juni 1655 is gestorven, datum waarop zijn weduwe Marie de Borsu te Hoei vermeld wordt. Nakomelingen bleven in de streek rond Hoei wonen. Ignace François Barbaix (circa 1701-1751) werd in 1736 burger en was vanaf 1738 schepen-pensionaris van Namen. Zijn kleinzoon Charles Barbaix (1787-1856) werd bij KB van 22 september 1839 verheven in de Nederlandse adel met de titel van baron bij eerstgeboorte; met een kleindochter van de laatste stierf het geslacht in 1929 uit.

## Enkele telgen
- Ignace François Barbaix (circa 1701-1751), in 1736 burger, vanaf 1738 schepen-pensionaris van Namen
  - Jean Baptiste Ghislain Barbaix, heer van Boninne, Marche-les-Dames en Bouge (1747-1794), schepen van Namen, lid van de provinciale raad van Namen
    - Charles Alexandre Joseph Jean Baptiste Marie baron Barbaix, heer van Boninne (1787-1856), maire van Boninne
      - Charles Joseph Adrien baron Barbaix de Bonnines, heer van Boninne (1820-1895), verkreeg naamswijziging bij Belgisch KB van 1885
      - jhr. Jules Xavier Joseph Ghislain Barbaix (1822-1885)
        - jkvr. Bertha Cécile Adrienne Marie Barbaix de Bonnines (1860-1929), verkreeg naamswijziging bij Belgisch KB van 1885, laatste telg van het adellijke geslacht